# Col Craig
Le col Craig (en anglais : Craig Pass) est un col de montagne situé sur la ligne de partage des eaux entre l'océan Atlantique et l'océan Pacifique, dans le parc national de Yellowstone au Wyoming (États-Unis). Il s'élève à 2 518 mètres d'altitude.
La route Grand Loop Road traverse ce col à 13 kilomètres à l'est du geyser Old Faithful.

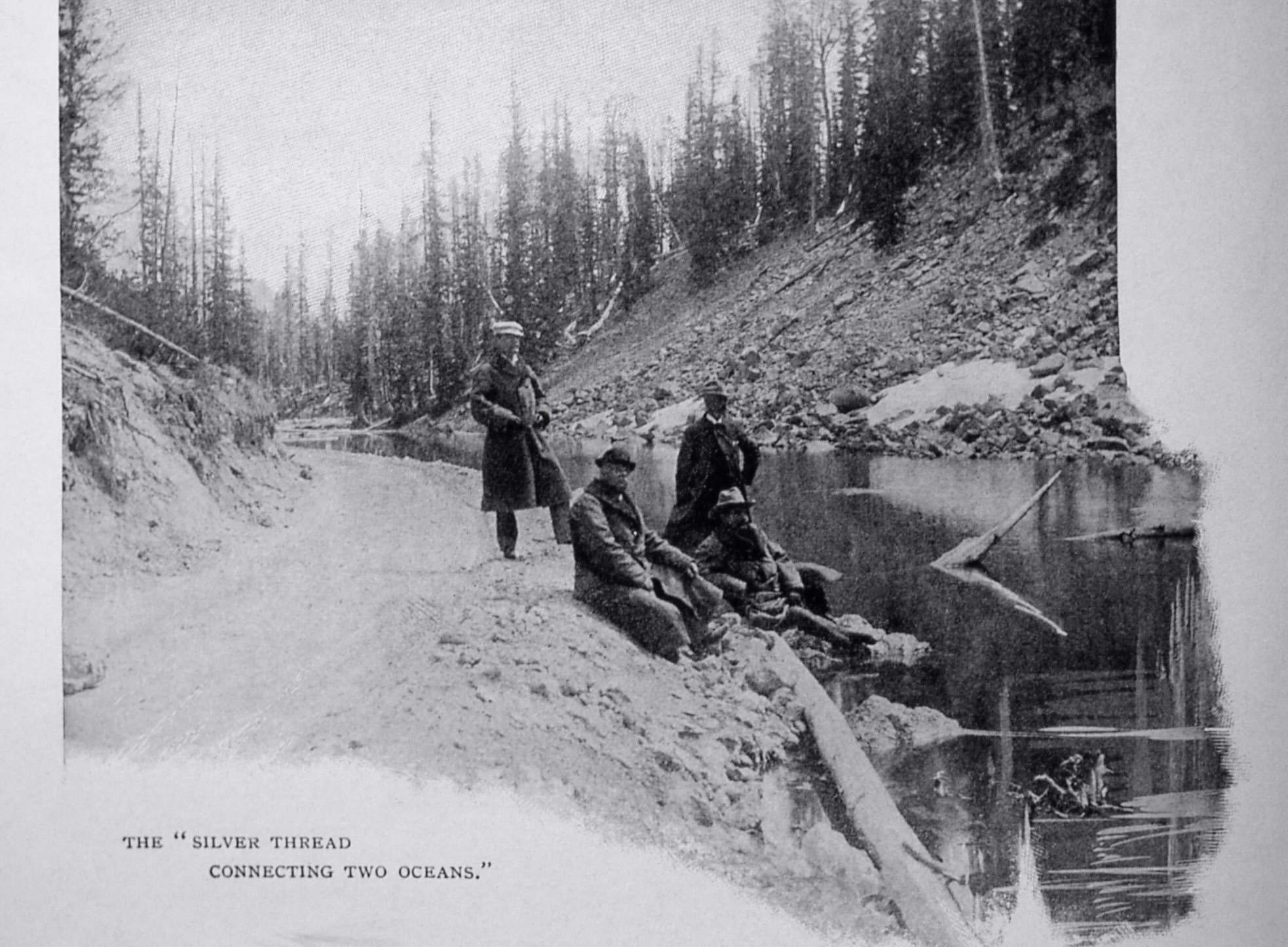
Parmi les premiers visiteurs à Isa Lake, sur la ligne de partage des eaux.

Le col a été nommé par Hiram M. Chittenden, avec le nom de la fille d'un ami proche, Ida M. Craig, première touriste à l'avoir franchi, en septembre 1891.
Le petit lac Isa, juste à l'ouest du col sur la Grand Loop Road est situé sur la ligne de partage des eaux. Il est considéré comme le seul lac à avoir ses eaux qui coulent dans deux océans différents, l'Atlantique, par le Missouri et le Pacifique, par la Snake.